# Liga de Campeones Femenina de la UEFA 2025-26
La Liga de Campeones Femenina de la UEFA 2025-26 será la 25.ª edición de la competición. La final se jugará en el Ullevaal Stadion de Oslo, Noruega.

## Asignación de equipos por asociación
La clasificación por asociaciones basada en los coeficientes de países de la UEFA femenina se utiliza para determinar el número de equipos participantes por cada asociación:
- Las asociaciones clasificadas del 1 al 7 tienen derecho a que tres equipos se clasifiquen.
- Las asociaciones del 8 al 17 tienen derecho a que dos equipos se clasifiquen.
- Todas las demás asociaciones, si se inscriben, tienen derecho a que un equipo se clasifique.
- Las campeonas de la Liga de Campeones Femenina de la UEFA 2024-25 obtienen una plaza adicional si no se clasifican para la UEFA Women's Champions League 2025–26 a través de su liga nacional.

Una asociación debe contar con una liga femenina nacional de fútbol once para poder inscribir un equipo. A partir de la temporada 2019–20, 52 de las 55 asociaciones miembro de la UEFA organizan una liga femenina nacional, con las excepciones de Andorra (1 club en España), Liechtenstein (3 clubes en Suiza) y San Marino (1 club en Italia).

## Fase clasificatoria

### Ronda 1
La Ronda 1 de la Fase de clasificación se divide en dos secciones: Ruta de Campeones (para los campeones de la liga) y Ruta de Liga (para los no campeones de la liga). Cada cuatro equipos disputan un mini torneo, dos semifinales, final y tercer lugar; el ganador de la final de cada mini torneo accede a la Ronda 2. Un total de 57 equipos participan en la primera ronda de clasificación.

### Ronda 2
La Ronda 2 de la Fase de clasificación se divide en dos secciones: Ruta de Campeones (para los campeones de la liga) y Ruta de Liga (para los no campeones de la liga). Un total de 24 equipos participaran en la segunda ronda de clasificación. Los ganadores de la Ronda 2 avanzan a la liga.